# عرق آدمر
عرق آدمر هو عرق كبير أو مساحة شاسعة من الرمال يقع في ولاية إليزي جنوب شرق الجزائر، يبلغ طوله 100 كم ويبلغ وعرضه 20 كم. يقع بالضبط غرب مدينة جانت، وهي تبدأ في وسط طاسيلي ناجر، باتجاه إسنديلن وتمتد جنوباً لتنضم إلى تينيري عند حدود النيجر .
وقد تم اكتشاف منطقة الصناعات الحجرية، مثل الفأس الحجري يعود للفترة الأشولينية والعاترية. يقع وادي تيغرغارت شرق عرق آدمر الذي يضم المنحوتات الصخرية للبقرة الباكية .